# Microchaetidae
Famille
Les Microchaetidae sont une famille de vers de terre vivant essentiellement dans le Sud de l'Afrique.

## Liste des genres
Selon World Register of Marine Species (24 mars 2023) :
- Geogenia Kinberg, 1867
- Kynotus Michaelsen, 1891
- Microchaetus Rapp, 1849 (synonyme Microchaeta Beddard, 1886)
- Proandricus Plisko, 1992

Le genre Kazimierzus Plisko, 2006 auparavant placé dans cette famille, a désormais sa propre famille, les Kazimierzidae. Il en est de même pour le genre Kynotus Michaelsen, 1891 (synonyme Geophagus Keller, 1885) avec la famille des Kynotidae.